# Убивство на сходах. Останні роки Степана Бандери
«Убивство на сходах. Останні роки Степана Бандери» — український комікс виданий в 2025 році. Комікс розповідає про останні роки життя  Степана Бандери в Мюнхені та  вбивством агентами КДБ. 

## Сюжет
1957 рік. Схід Німеччини під радянським контролем. Агент КДБ Сташинський приходить до управління по вказівки, а отримує досі не відому йому зброю.
Стефан Попель — емігрант зі Львова, він часто змінює прізвища, та не затримується надовго за однією адресою. Чоловік працює журналістом у Мюнхені. Це місце було відносно безпечним, оскільки 1951 року ОУН відкрила там офіс. У Німеччині Попель займається написанням текстів для газети «Шлях Перемоги» та переховується від КДБ. 
Сім'я журналіста не знає його справжнього імені. Діти чоловіка не розуміють, чому батько такий таємничий, однак Наталя, старша донька Стефана, почала щось підозрювати. Вона поділилася з батьком інформацією, яку прочитала в статті: у 1933 році Бандера очолював крайову екзекутиву ОУН. Тоді він перебував в Україні та вигадував план помсти за відібрані життя в період Голодомору. За рік чоловіка заарештували, згодом йому присудили смертну кару… Дівчина розповідала про українського революціонера, а Стефан Попель лише поглиблював довідку детальними фактами.
Оповідаючи про Україну, Стефан Попель не договорює лише того, що він і є тим самим Бандерою, на якого давно полює КДБ. Бандера не слухає попереджень, відмовляється від охоронців і покладається на власний револьвер. Він гине на сходах, обернувшись до вбивці лицем.